# Alán-Sac'Jún
Alán-Sac'Jún es una localidad del estado mexicano de Chiapas. Es parte del municipio de Chilón.

## Demografía
| Gráfica de evolución demográfica |
|                                  |

| Censo | Población |
| ----- | --------- |
| 1980  | 788       |
| 1990  | 1 184     |
| 2000  | 1 333     |
| 2010  | 1 632     |
| 2020  | 1 782     |